# Supin (otok)
Supin (Šupin) je nenaseljeni otočić u Brijunskom otočju, uz zapadnu obalu Istre.
Površina otoka je 13.219 m2, duljina obalne crte 1456 m, a visina 8 metara.